# 张怀西
张怀西（1935年2月—），男，江苏无锡人，中华人民共和国政治人物，原副国级领导人。

## 生平
早年毕业于中国人民大学中共党史系。1984年，任江苏省江阴县副县长。1987年，任江苏省无锡市教育局副局长。次年任无锡市副市长。1993年，江苏省人民政府副省长。1997年，任民进中央副主席，中国教育学会副会长。1998年3月，第九届全国人大第一次会议上，他当选为全国人民代表大会常务委员会委员。2003年，当选第十届全国政协副主席。